# Pins e Justaret
Pins e Justaret (francès Pins-Justaret) és un municipi del departament francès de l'Alta Garona, a la regió d'Occitània.